# Лаишевский кантон
Лаишевский кантон (тат. Лаеш кантоны) — административно-территориальная единица в составе Татарской АССР, существовавшая в 1920—1927 гг. Центр кантона — город (с 1926 — село) Лаишево. Площадь — 4,6 тыс. км². Население — 166,1 тыс. чел. (1926).
По данным 1926 года в кантоне было 9 волостей
- Больше-Салтанская
- Кугарчинская
- Нармонская
- Ново-Арышская
- Пановская
- Рыбно-Слободская
- Сараловская (центр — с. Татарские Саралы)
- Тюлячинская
- Чирновская

Волости делились на 185 сельсоветов.
В 1922 году часть территории Лаишевского кантона отошла к Чистопольскому кантону. В 1927 году Лаишевский кантон был упразднён. На его территории были образованы районы, а небольшая часть отошла к Арскому кантону.